# Garcinia eugenioides
Garcinia eugenioides là một loài thực vật có hoa trong họ Bứa. Loài này được (Vesque) ined. mô tả khoa học đầu tiên.